# 鐵娘IN工廠
是由奈哲爾·柯爾執導的2010年英國電影。主要演員有：莎莉·霍金斯、鮑勃·霍斯金斯、米蘭達·李察遜、潔拉汀·詹姆斯、羅莎蒙·派克、安德麗亞·瑞斯波羅格、潔美·溫斯頓、丹尼爾·梅斯、李察·席夫等。根據歷史上1968年的福特縫紉女工罷工改編，並聚焦在女性同酬上。該電影主題曲由比利·布瑞格填詞、珊蒂·蕭演唱，她本人也是當地居民以及福特達格納姆廠的前任員工。

## 劇情
電影由真實事件改編，探索引起法律改革的重大運動。Rita O'Grady (虛構角色) 主導著1968年的福特縫紉女工罷工，女工們踏上街頭抗議性別歧視，並要求同工同酬。該抗議活動引起了全世界的注意，並促成了之後1970年同工同酬法的通過。

## 演員
- 莎莉·霍金斯 飾 Rita O'Grady
- 鮑勃·霍斯金斯 飾 Albert
- 米蘭達·李察遜 飾 Employment Secretary 芭芭拉·卡素爾
- 潔拉汀·詹姆斯 飾 Connie
- 羅莎蒙·派克 飾 Lisa Hopkins
- 安德麗亞·瑞斯波羅格 飾 Brenda
- 潔美·溫斯頓（英语：Jaime Winstone） 飾 Sandra
- 丹尼爾·梅斯（英语：Daniel Mays） 飾 Eddie O'Grady
- 李察·席夫 飾 Robert Tooley
- 洛琳·史丹利（英语：Lorraine Stanley） 飾 Monica
- 妮可拉·杜菲特（英语：Nicola Duffett） 飾 Eileen
- 安德魯·林肯 飾 Mr Clarke
- 魯珀特·格雷夫斯 飾 Peter Hopkins
- 約瑟夫·馬維（英语：Joseph Mawle） 飾 Gordon
- 羅比·凱 飾 Graham O'Grady
- 肯尼思·克蘭哈姆（英语：Kenneth Cranham） 飾 Monty Taylor
- 約翰·塞森斯（英语：John Sessions） 飾 英國首相 哈羅德·威爾遜
- 馬庫斯·赫頓（英语：Marcus Hutton） 飾 Grant
- 羅傑·洛伊-派克（英语：Roger Lloyd-Pack） 飾 George
- 菲爾·康威爾（英语：Phil Cornwell） 飾 Dave
- Matthew Aubrey 飾 Brian
- Karen Seacombe 飾 Marge
- Thom飾 Arnold 飾 Martin
- Sian Scott 飾 Sharon O'Grady
- Philip Perry 飾 Arthur Horovitz
- 彼得-雨果·戴利（英语：Peter-Hugo Daly） 飾 Bartholomew
- 西蒙·阿姆斯壯（英语：Simon Armstrong） 飾 Rogers
- Matilda Cole 飾 Emily
- Romy Taylor 飾 Rosie
- 丹尼·休斯頓 飾 American Boss (voice only)
- Mitchell Mullen 飾 Kronnfeld
- 麥特·金（英语：Matt King (comedian)） 飾 Trevor Innes
- 吉娜·布朗希爾（英语：Gina Bramhill） 飾 Hopkins' Secretary
- 邁爾斯·傑普（英语：Miles Jupp） 飾 Undersecretary 2

## 榮譽
《鐵娘IN工廠》在2010年第64屆英國電影學院獎中入圍四項大獎，最佳英國電影、最佳服裝設計獎、最佳化妝和髮型獎以及最佳女配角獎(米蘭達·李察遜)。
| 獎稱                 | 獎項                                                                   | 受獎者                    | 結果 |
| -------------------- | ---------------------------------------------------------------------- | ------------------------- | ---- |
| ALFS Awards          | 最佳女配角 (Supporting Actress of the Year)                            | 羅莎蒙·派克               | 提名 |
| 第64屆英國電影學院獎 | 最佳英國電影 (Best British Film)                                       |                           | 提名 |
| 第64屆英國電影學院獎 | 最佳服裝設計獎 (Best Costume Design)                                   | Louise Stjernsward        | 提名 |
| 第64屆英國電影學院獎 | 最佳化妝和髮型獎 (Best Makeup and Hair)                                | Elizabeth Yianni-Georgiou | 提名 |
| 第64屆英國電影學院獎 | 最佳女配角獎 (Best Actress in a Supporting Role)                       | 米蘭達·李察遜             | 提名 |
| 英國獨立電影獎       | 最佳男配角 (Best Supporting Actor)                                     | 鮑勃·霍斯金斯             | 提名 |
| 英國獨立電影獎       | 最佳女配角 (Best Supporting Actress)                                   | 羅莎蒙·派克               | 提名 |
| 英國獨立電影獎       | 最佳女主角 (Best Performance by an Actress)                            | 莎莉·霍金斯               | 提名 |
| 英國獨立電影獎       | 最佳劇本 (Best Screenplay of a British Independent Film)               | William Ivory             | 提名 |
| 女性電影記者聯盟     | 女性形象獎 (Women's Image Award)                                       | 莎莉·霍金斯               | 提名 |
| 美國電影剪輯師艾迪獎 | 音樂喜劇類最佳剪輯 (Best Edited Feature Film – Comedy or Musical)      | Michael Parker            | 提名 |
| 標準晚報英國電影獎   | 最佳女主角 (Standard Award for Best Actress)                           | 莎莉·霍金斯               | 提名 |
| 標準晚報英國電影獎   | 最佳藝術成就 (Standard Award for Best Technical/Artistic Achievement)  | Andrew McAlpine           | 提名 |
| 衛星獎               | 最佳電影 (Best Film)                                                   |                           | 提名 |
| 衛星獎               | 音樂喜劇類最佳女主角 (Best Actress – Motion Picture Musical or Comedy) | 莎莉·霍金斯               | 提名 |
| 婦女形象網絡獎       | 最佳女主角                                                             | 莎莉·霍金斯               | 提名 |